# Rei Matsumoto
Rei Matsumoto (jap. 松本 怜 Matsumoto Rei; ur. 25 lutego 1988) – japoński piłkarz występujący na pozycji pomocnika. Obecnie występuje w Oita Trinita.

## Życiorys

### Kariera klubowa
W latach 2010–2012 występował w klubie Yokohama F. Marinos.
Od 2013 zawodnik japońskiego klubu Oita Trinita.

## Sukcesy

### Klubowe
Oita Trinita
- Zwycięzca J3 League: 2016